# Бикбаев, Азамат Изубаевич
Азамат Изубаевич Бикбаев (род. 9 октября 1986) — российский борец классического (греко-римского) стиля. Мастер спорта России международного класса (с 20 апреля 2012 года). Обладатель Кубка европейских наций 2012 в составе российской сборной. Бронзовый призёр финала Голден Гран-при 2012 Входил в расширенный список спортсменов- кандидатов на участие в Играх ХХХ Олимпиады 2012 года в г. Лондоне (Великобритания). Серебро на ЧР (2010). Серебро(2013) и бронза (2011, 2012) на Гран-при Иван Поддубный. Живёт в Белорецке. По национальности — Мариец . На Чемпионате мира 2014 в Ташкенте проиграл в первом круге кубинскому борцу Пабло Шорею со счетом 3-6.

## Спортивные результаты
- Чемпионат России по греко-римской борьбе 2010 года — ;
- Чемпионат России по греко-римской борьбе 2013 года — ;
- Чемпионат России по греко-римской борьбе 2014 года — ;
- Чемпионат России по греко-римской борьбе 2015 года — ;
- Чемпионат России по греко-римской борьбе 2016 года — ;